# Heilmannstraße 27

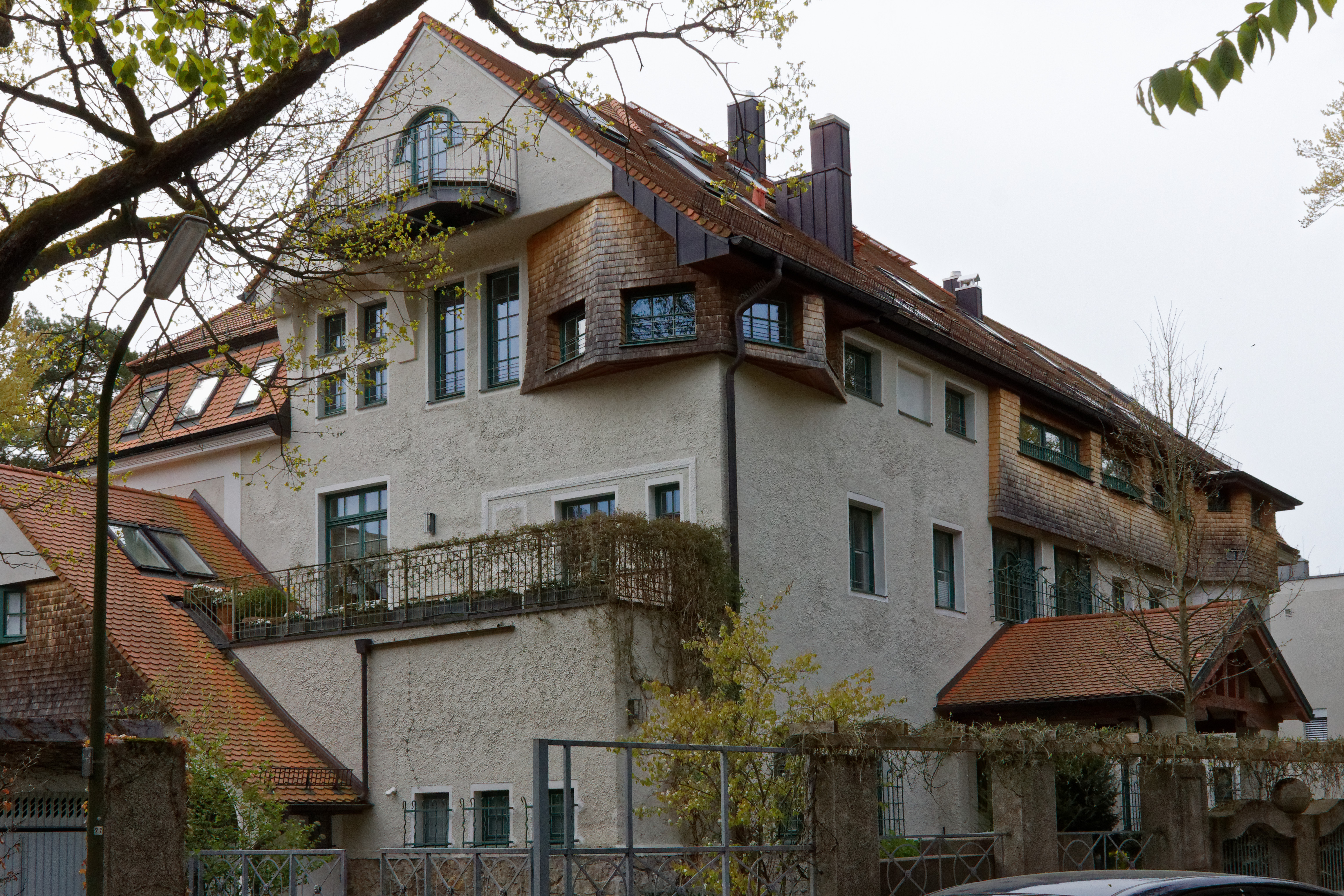
Heilmannstraße 27

Das Haus Heilmannstraße 27 in München ist eine Villa. Sie liegt in der Villenkolonie Prinz-Ludwigs-Höhe im Münchener Stadtteil Thalkirchen. Das Gebäude ist als Baudenkmal in die Bayerische Denkmalliste eingetragen.

## Geschichte
Im Kern geht die Villa auf die im späten 19. Jahrhundert errichtete „Waldrestauration Prinz Ludwigshöhe“ zurück, einen  von Wald umgebenen Ausflugsgasthof mit Biergarten, der damals das einzige Gebäude auf dem Gebiet der späteren Villenkolonie war. 1893 entstand schräg gegenüber dem Gasthof ein Bahnhof der 1891 in Betrieb genommenen Isartalbahn.
Nach dem Erwerb des Terrains für die Villenkolonie erstand Jakob Heilmann 1894 auch den Gasthof. 1901 bis 1902 wurde er von Jakob Heilmann und Max Littmann umgebaut und erweitert. Nach dem Umbau wurde das Gebäude 1903 Sitz des Töchter-Instituts Prinz-Ludwigshöhe, eines Internats für Mädchen aus gutbürgerlichen Familien, das auch externe Schülerinnen aufnahm.
1915 erwarb Josephine Oberhummer, eine Tochter Jakob Heilmanns, der mit ihrem Mann Roman Oberhummer zusammen bereits das Nachbargrundstück Heilmannstraße 25 gehörte, das Anwesen. Nach dem Tod ihres Mannes 1944 und der Beschlagnahme der Nachbarvilla durch die Amerikaner nach dem Zweiten Weltkrieg lebten sie und ihre Tochter hier. Nach dem Tod der Tochter 1998 wurde das Haus von den Erben verkauft und danach stark umgebaut. Südlich des Hauptbaus, wo ehemals Nebengebäude mit Stall, Remise und Kutscherwohnung standen, wurde ein moderner Kubusbau errichtet.

## Architektur
Das Haus ist etwa 30 m lang und 15 m breit und zeigt mit seiner Breitseite nach Westen zur Straße. Es ist zwei Stockwerke hoch und hat zur Straße hin einen verschindelten Kniestock. Die westliche Bauhälfte trägt ein zweigeschossiges traufständiges Satteldach, an das sich nach Osten ein Walmdach anschließt. 
Der Eingang im Westen hat einen überdachten Vorbau. Die Gartenfassade im Osten ist durch einen hohen Zwerchgiebel mit großen Fenstern betont. Zur Straße hin ist das Grundstück mit einer Gartenmauer in Form einer Pergola abgeschlossen, die ebenfalls unter Denkmalschutz steht.

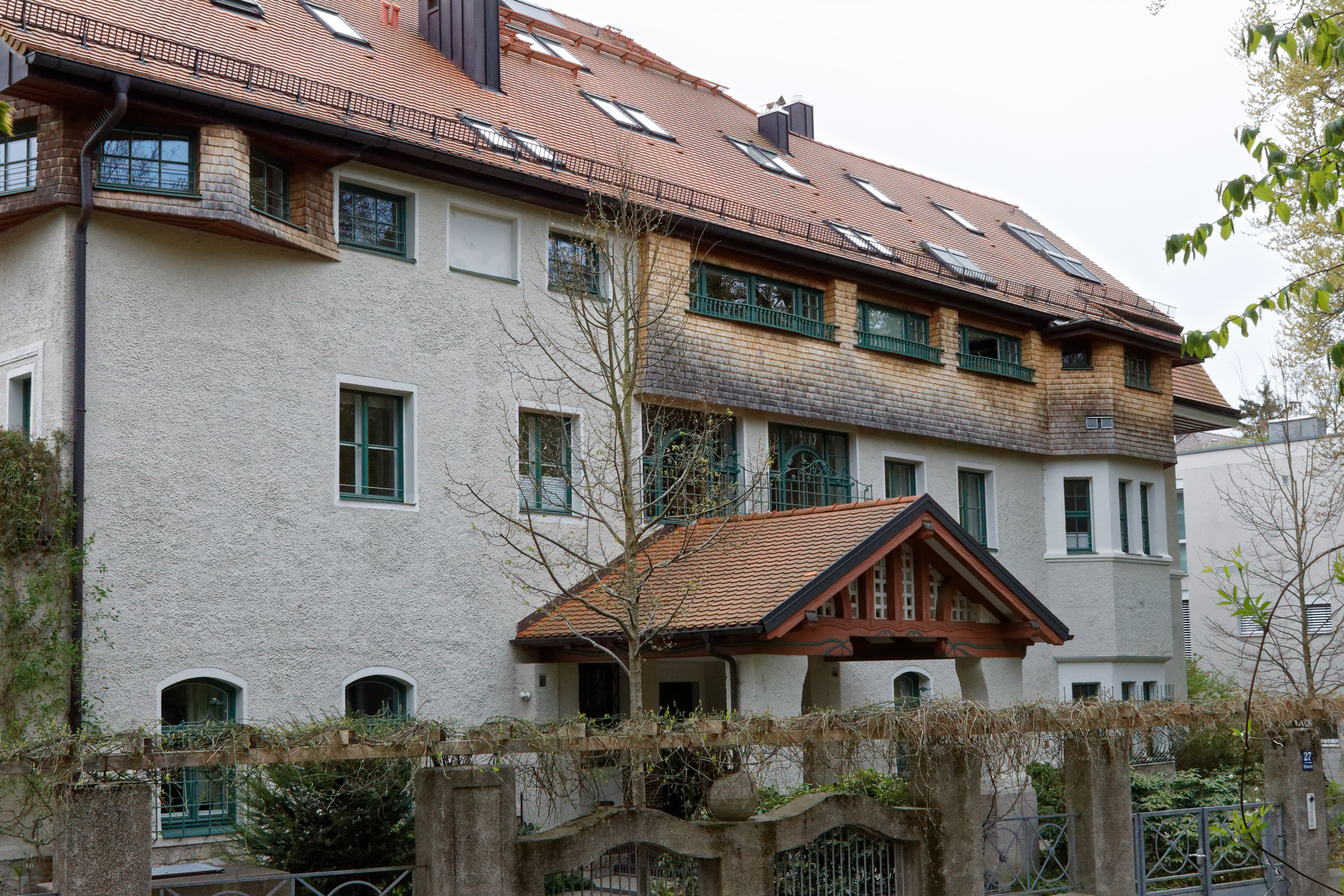
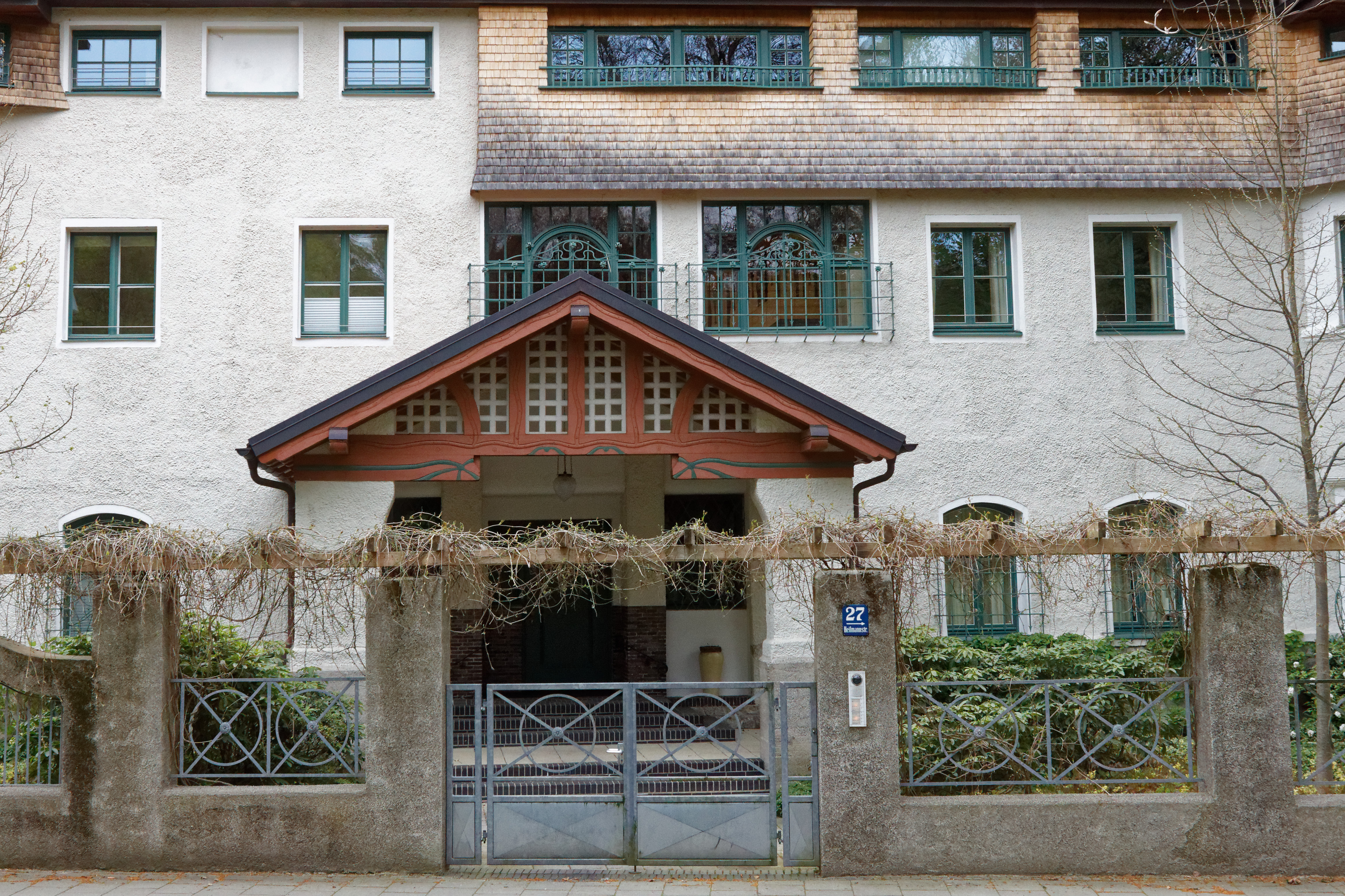
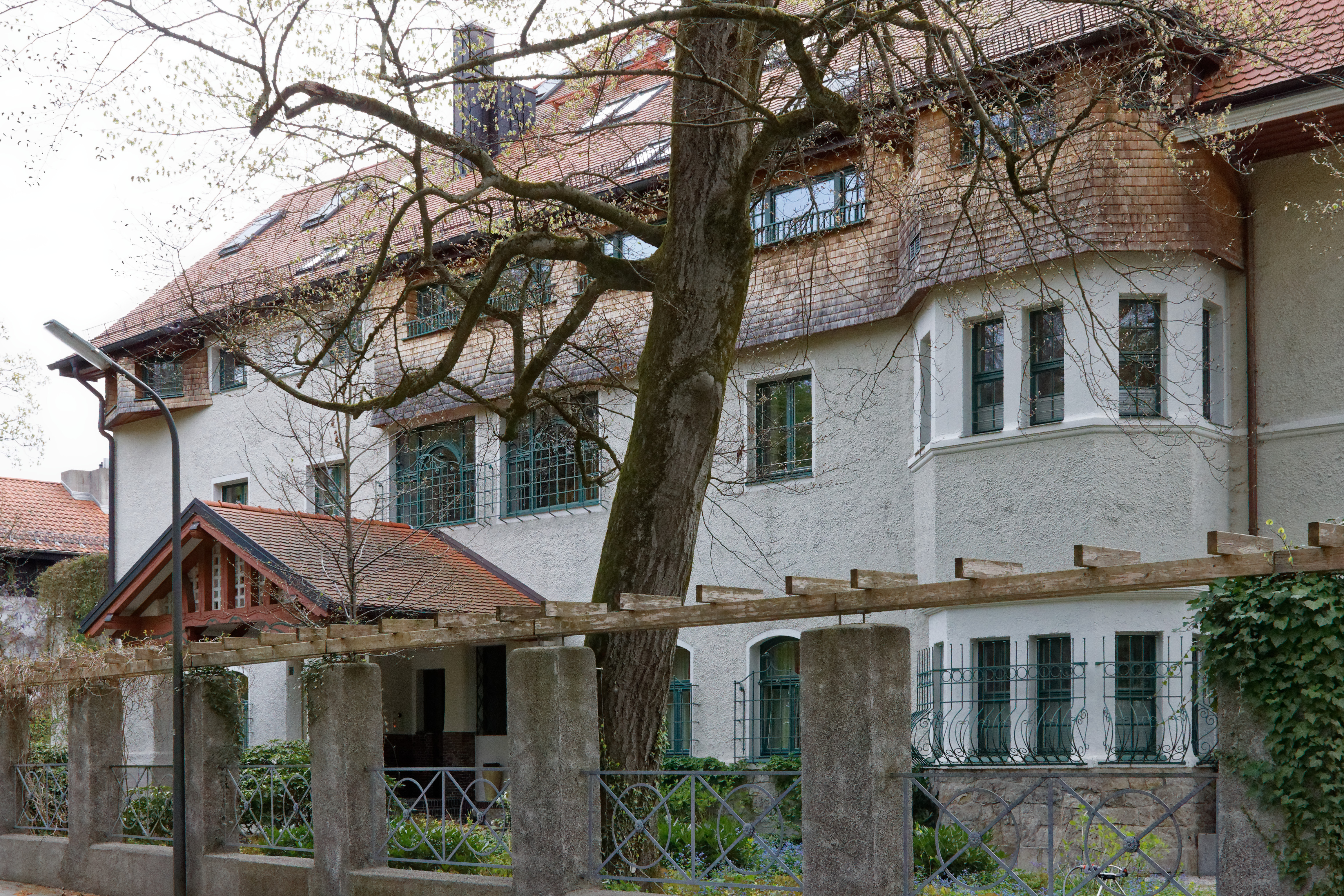